# Eurithia suspecta
Eurithia suspecta là một loài ruồi trong họ Tachinidae.